# Intelsat 6B
Intelsat 6B (25585), vormals PanAmSat 6B oder PAS-6B, war ein Fernsehsatellit des Satellitenbetreibers Intelsat. 2025: i=12°, off.

## Missionsverlauf
Im März 1998 bestellte der US-amerikanische Satellitenbetreiber PanAmSat den neuen Kommunikationssatelliten PAS 6B bei Hughes Aircraft.
Der Satellit wurde am 22. Dezember 1998 auf einer Ariane-4-Trägerrakete vom Raumfahrtzentrum Guayana ins All befördert. Er nahm im Februar 1999 seinen Betrieb bei seiner geostationären Position bei 160° Ost auf.
Im Jahr 2003 fielen seine XIPS-Triebwerke aus, wodurch seine Lebenszeit deutlich verkürzt wurde.
Er wurde am 1. Februar 2007 in Intelsat 6B umbenannt, da PanAmSat von Intelsat übernommen wurde. Inzwischen wurde der Betrieb eingestellt.

## Technik
Der Satellit wurde von Hughes Aircraft auf Basis des HS-601-Satellitenbusses gebaut. Er war mit 32 Ku-Band-Transpondern ausgestattet und wurde durch Solarmodule und Batterien mit Strom versorgt. Er konnte in Südamerika empfangen werden.